# U-966
Unterseeboot 966 foi um submarino alemão do Tipo VIIC, pertencente a Kriegsmarine que atuou durante a Segunda Guerra Mundial.
O U-966 esteve em operação no ano de 1943, realizando uma patrulha de guerra. Foi afundado no dia 10 de novembro de 1943 na Baía de Biscay por cargas de profundidade lançadas por aeronaves Wellington e Liberator britânicas, norte-americanas e checas (Sqdn 612/B, 311/D, VB-103/E, VB-110/E).
A marinha americana e a força aérea britânica atacaram o U-966 Gut Holz durante todo o dia. Os alemães defenderam-se e derrubaram um avião britânico. Porém, depois de conseguir escapar por algum tempo, o submarino alemão foi atingido por um bombardeiro da força aérea britânica.
A embarcação, que tinha quase 70 metros de comprimento, ficou seriamente danificada no bombardeamento. A tripulação alemã instalou então bombas-relógio e abandonou o submarino para que se afundasse. Oito tripulantes alemães morreram na operação. Outras 52 pessoas, o resto da tripulação, conseguiu chegar a terra firme.
Em 2018, mergulhadores espanhóis encontraram os restos da embarcação alemã, a cerca de 25 metros de profundidade, próximo de uma área conhecida como Estaca de Bares. Os restos do submarino estão totalmente dispersos por causa das explosões e da acção do mar. Antes de ser abatido, o U-966 voltava de uma operação na costa dos Estados Unidos, quando foi detectado pelas forças aliadas.
O Gut Holz era praticamente novo quando se afundou: tinha sido inaugurado nesse mesmo ano de 1943, e foi utilizado durante apenas 10 meses.
Na altura, a Espanha era uma ditadura comandada pelo general Francisco Franco. Oficialmente, o país manteve-se neutro na guerra, mas ofereceu ajuda à Alemanha nazi de várias formas. Essa relação de amizade permitiu que a tripulação alemã que sobreviveu ao naufrágio do U-966 regressasse com vida ao país natal.
Três barcos pesqueiros locais resgataram os 44 membros da tripulação, que se mantiveram a salvo na costa da Galiza.
Este ataque deixou oito mortos e 42 sobreviventes.

## Comandantes
| Comandante          | Data                                        |
| ------------------- | ------------------------------------------- |
| Oblt. Eckehard Wolf | 4 de março de 1943 - 10 de novembro de 1943 |

## Subordinação
| Período                                      | Flotilha                  |
| -------------------------------------------- | ------------------------- |
| 4 de março de 1943 - 31 de julho de 1943     | 5. Unterseebootsflottille |
| 1 de agosto de 1943 - 10 de novembro de 1943 | 9. Unterseebootsflottille |